# Priska Seiler Graf

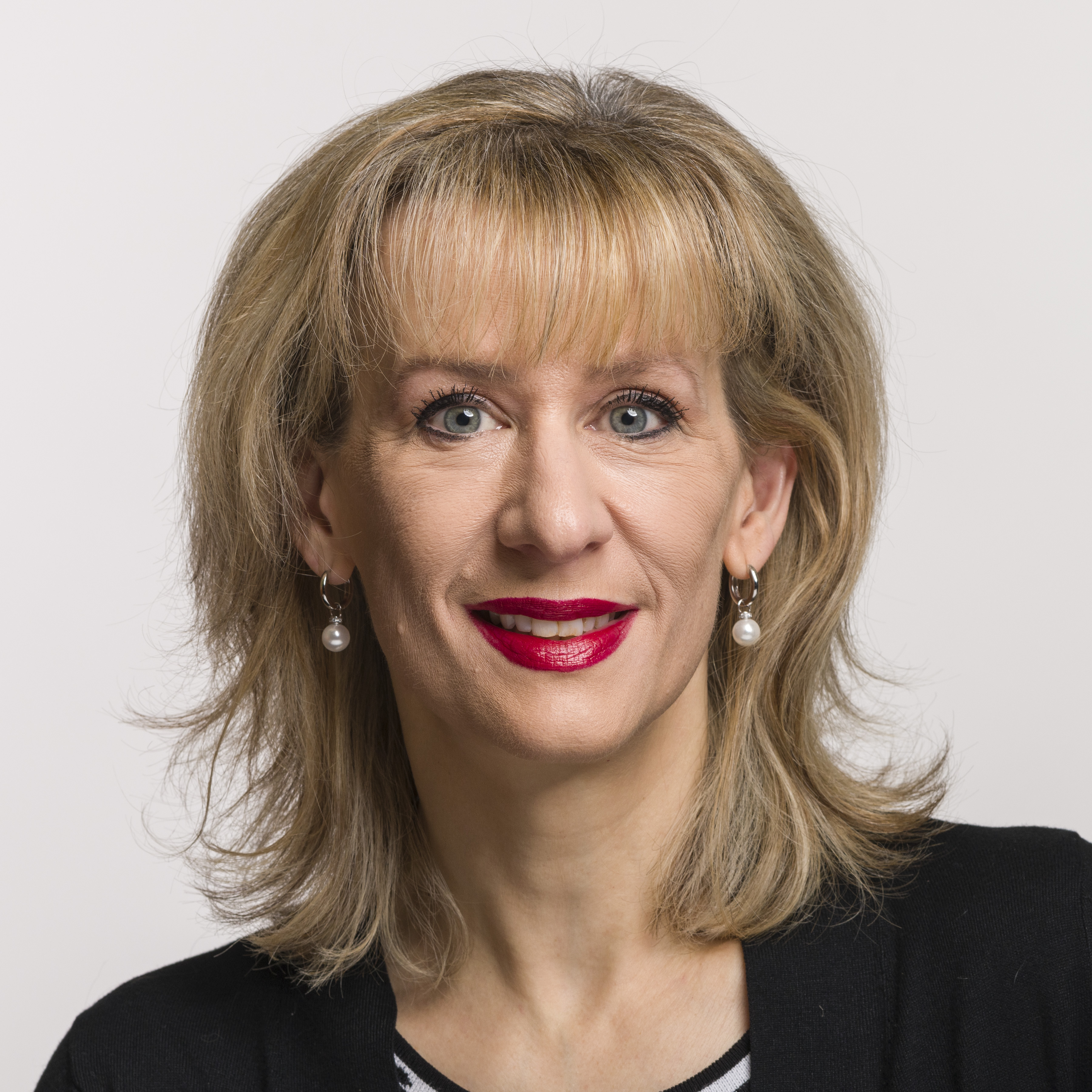
Priska Seiler Graf (2019)

Priska Seiler Graf (* 29. August 1968 in Zürich; heimatberechtigt in Kloten und Rafz) ist eine Schweizer Politikerin (SP).

## Ausbildung, Beruf und Privates
Seiler Graf wuchs in Kloten im Holbergquartier auf. Nach der Primarschule im Schulhaus Hinterwiden besuchte sie die Kantonsschule Zürcher Unterland in Bülach und schloss 1987 ab mit Matura Typus A. 1992 beendete sie erfolgreich ihre Ausbildung als Real- und Oberschullehrerin. 1995 wurde sie diplomierte Ballettpädagogin.
Seiler Graf ist verheiratet, hat drei Kinder und wohnt in Kloten. Ihr Bruder ist der Sprachwissenschafter Guido Seiler.

## Politische Laufbahn
1998 wurde Seiler Graf zur Gemeinderätin (Parlament) in Kloten gewählt. Von 2001 bis 2003 war sie Mitglied der Parlamentarischen Planungskommission. Ebenfalls von 2001 bis 2003 amtete sie als SP-Fraktionspräsidentin, anschliessend war sie bis 2004 Präsidentin des Gemeinderats. Von 2004 bis 2010 gehörte sie zur Geschäfts- und Rechnungsprüfungskommission. Seit 2010 ist sie als Stadträtin von Kloten zuständig für das Ressort Sicherheit.
Von 2005 bis 2015 war Seiler Graf Zürcher Kantonsrätin. Bis 2010 war sie in der Kommission für Energie, Verkehr und Umwelt, anschliessend in der Kommission für Staat und Gemeinden.
Bei den Schweizer Parlamentswahlen 2015 wurde sie in den Nationalrat gewählt.
Am 22. Mai 2017 wählte die Partei Seiler Graf zusammen mit Kantonsrat Andreas Daurù zur Co-Präsidentin der SP des Kantons Zürich.
Im Januar 2020 kündete Seiler Graf an, mit dem Walliser Nationalrat Mathias Reynard für das Präsidium der SP Schweiz zu kandidieren. An ihrer Stelle wurden jedoch Cédric Wermuth und Mattea Meyer gewählt.
Bei den kantonalen Wahlen in Zürich 2023 kandidierte Seiler Graf erfolglos für den Regierungsrat, um den durch den Parteiaustritt von Mario Fehr verlorenen zweiten SP-Sitz im Regierungsrat zurückzuerobern.